# AFC Cup 2007
De AFC Cup 2007 was de vierde editie van de AFC Cup en werd gespeeld tussen clubs van landen die zijn aangesloten bij de Asian Football Confederation.

## Deelname
De Asian Football Confederation nodigde 13 landen uit om één of twee clubs te nomineren om deel te nemen aan deze editie van de AFC Cup. De winnaar van 2006, Al-Faysali Amman uit Jordanië, was automatisch gekwalificeerd maar trad ook in de groepsfase aan.

## Groepsfase
Groen: Als groepswinnaars door naar de kwartfinale
Blauw: Als beste nummers 2 door naar de kwartfinale
Rood: Uitgeschakeld

### Groep A
| Team                        | pnt | gsp | W | D | L | GF | GA | GD |
| --------------------------- | --- | --- | - | - | - | -- | -- | -- |
| Al-Nejmeh Beiroet           | 15  | 6   | 5 | 0 | 1 | 8  | 5  | 3  |
| Shabab Al Ordon Al Qadisiya | 13  | 6   | 4 | 1 | 1 | 8  | 3  | 5  |
| Masqat FC                   | 4   | 6   | 1 | 1 | 4 | 4  | 6  | −2 |
| Al-Saqr Ta'izz              | 2   | 6   | 0 | 2 | 4 | 5  | 11 | −6 |

|              |                                         |       |                |                                                                                            |
| 6 maart 2007 | Shabab Al Ordon Al Qadisiya             | 2 – 0 | Al-Saqr Ta'izz | King Abdullah Stadium, Amman, Jordanië Toeschouwers: 300 Scheidsrechter: Abdulrahman Abdou |
| 6 maart 2007 | Raafat Mohammad 39' Ahmad Alomier 90+2' |       |                | King Abdullah Stadium, Amman, Jordanië Toeschouwers: 300 Scheidsrechter: Abdulrahman Abdou |

|              |                   |       |           |                                                                               |
| 6 maart 2007 | Al-Nejmeh Beiroet | 1 – 0 | Masqat FC | Sports City, Beiroet, Libanon Toeschouwers: 500 Scheidsrechter: Ali Al Mutlaq |
| 6 maart 2007 | Abbas Atwi 18'    |       |           | Sports City, Beiroet, Libanon Toeschouwers: 500 Scheidsrechter: Ali Al Mutlaq |

|               |                 |       |                                          |                                                                                           |
| 20 maart 2007 | Al-Saqr Ta'izz  | 1 – 2 | Al-Nejmeh Beiroet                        | Al Thawra Sports City, Sanaa, Jemen Toeschouwers: 5.000 Scheidsrechter: Abdulrahman Recho |
| 20 maart 2007 | Ali Al-Omqi 61' |       | Khaled Hamieh 45+1' Ali Nassereddine 89' | Al Thawra Sports City, Sanaa, Jemen Toeschouwers: 5.000 Scheidsrechter: Abdulrahman Recho |

|               |           |               |                             |                                                                                                |
| 20 maart 2007 | Masqat FC | 0 – 1         | Shabab Al Ordon Al Qadisiya | Sultan Qaboos Sports Complex, Masqat, Oman Toeschouwers: 109 Scheidsrechter: Mohamed Al Saeedi |
| 20 maart 2007 |           | Saher Adi 50' |                             | Sultan Qaboos Sports Complex, Masqat, Oman Toeschouwers: 109 Scheidsrechter: Mohamed Al Saeedi |

|               |                                |       |                                          |                                                                                           |
| 10 april 2007 | Al-Saqr Ta'izz                 | 2 – 2 | Masqat FC                                | Al Thawra Sports City, Sanaa, Jemen Toeschouwers: 6.000 Scheidsrechter: Kadhum Auda Lazim |
| 10 april 2007 | Faed Saeed 6' Fahman Mousa 54' |       | Azzan Al Mawali 4' Ibrahim Al Fazari 69' | Al Thawra Sports City, Sanaa, Jemen Toeschouwers: 6.000 Scheidsrechter: Kadhum Auda Lazim |

|               |                                    |       |                   |                                                                                            |
| 10 april 2007 | Shabab Al Ordon Al Qadisiya        | 2 – 0 | Al-Nejmeh Beiroet | King Abdullah Stadium, Amman, Jordanië Toeschouwers: 1.000 Scheidsrechter: Hedayat Mombini |
| 10 april 2007 | Esam Abo Touk 18' Odai Alsaify 19' |       |                   | King Abdullah Stadium, Amman, Jordanië Toeschouwers: 1.000 Scheidsrechter: Hedayat Mombini |

|               |                                   |       |                             |                                                                                  |
| 24 april 2007 | Al-Nejmeh Beiroet                 | 2 – 1 | Shabab Al Ordon Al Qadisiya | Sports City, Beiroet, Libanon Toeschouwers: 3.000 Scheidsrechter: Dilovar Orzuev |
| 24 april 2007 | Ali Mohamad 51' Evandro Ramos 86' |       | Saher Adi 77'               | Sports City, Beiroet, Libanon Toeschouwers: 3.000 Scheidsrechter: Dilovar Orzuev |

|               |                                            |       |                |                                                                                            |
| 24 april 2007 | Masqat FC                                  | 2 – 0 | Al-Saqr Ta'izz | Sultan Qaboos Sports Complex, Masqat, Oman Toeschouwers: 200 Scheidsrechter: Rustam Saidov |
| 24 april 2007 | Mohammed Al Lawati 18' Azzan Al Mawali 89' |       |                | Sultan Qaboos Sports Complex, Masqat, Oman Toeschouwers: 200 Scheidsrechter: Rustam Saidov |

|            |                      |       |                             |                                                                                      |
| 8 mei 2007 | Al-Saqr Ta'izz       | 1 – 1 | Shabab Al Ordon Al Qadisiya | Al Thawra Sports City, Sanaa, Jemen Toeschouwers: 2.500 Scheidsrechter: Huang Junjie |
| 8 mei 2007 | Mohammed Al-Mang 38' |       | Waseem Albzoor 10'          | Al Thawra Sports City, Sanaa, Jemen Toeschouwers: 2.500 Scheidsrechter: Huang Junjie |

|            |           |                     |                   |                                                                                             |
| 8 mei 2007 | Masqat FC | 0 – 1               | Al-Nejmeh Beiroet | Sultan Qaboos Sports Complex, Masqat, Oman Toeschouwers: 150 Scheidsrechter: Saad Al Fadhli |
| 8 mei 2007 |           | Mohamad Ghaddar 74' |                   | Sultan Qaboos Sports Complex, Masqat, Oman Toeschouwers: 150 Scheidsrechter: Saad Al Fadhli |

|             |                             |       |           |                                                                                          |
| 22 mei 2007 | Shabab Al Ordon Al Qadisiya | 1 – 0 | Masqat FC | King Abdullah Stadium, Amman, Jordanië Toeschouwers: 100 Scheidsrechter: Chaiwat Kunsuta |
| 22 mei 2007 | Odai Alsaify 73'            |       |           | King Abdullah Stadium, Amman, Jordanië Toeschouwers: 100 Scheidsrechter: Chaiwat Kunsuta |

|             |                                    |       |                    |                                                                   |
| 22 mei 2007 | Al-Nejmeh Beiroet                  | 2 – 1 | Al-Saqr Ta'izz     | Sports City, Beiroet, Libanon Scheidsrechter: Kadyrbek Chynybekov |
| 22 mei 2007 | Abbas Atwi 13' Mohammad Ghadar 76' |       | Fathel Alorome 87' | Sports City, Beiroet, Libanon Scheidsrechter: Kadyrbek Chynybekov |

### Groep B
| Team                 | Pnt | Pld | W | D | L | GF | GA | GD |
| -------------------- | --- | --- | - | - | - | -- | -- | -- |
| Al-Wihdat Amman      | 14  | 6   | 4 | 2 | 0 | 16 | 8  | 8  |
| Muharraq Club        | 11  | 6   | 3 | 2 | 1 | 10 | 7  | 3  |
| HTTU Aşgabat         | 6   | 6   | 2 | 0 | 4 | 10 | 12 | −2 |
| Al-Hilal Al Hudaydah | 2   | 6   | 0 | 2 | 4 | 6  | 15 | −9 |

|              |                                                 |       |                                                            |                                                                                        |
| 6 maart 2007 | Al-Hilal Al Hudaydah                            | 3 – 3 | Al-Wihdat Amman                                            | Al Thawra Sports City, Sanaa, Jemen Toeschouwers: 4.500 Scheidsrechter: Rosdi Shaharul |
| 6 maart 2007 | Rashad Al-Dhaheri 55' 69' Saleh Al-Shehri 90+1' |       | Issa Alsapah 39' Ahmad Alzugheir 49' Mahmoud Shelbaieh 78' | Al Thawra Sports City, Sanaa, Jemen Toeschouwers: 4.500 Scheidsrechter: Rosdi Shaharul |

|              |                                                                         |       |                      |                                                                                                  |
| 6 maart 2007 | Muharraq Club                                                           | 3 – 1 | HTTU Aşgabat         | Bahrain National Stadium, Manamah, Bahrein Toeschouwers: 1.000 Scheidsrechter: Abdulrahman Recho |
| 6 maart 2007 | Leandson Dias da Silva 20' Abdulla Omar 45+1' Mohamed Jaafar Alzain 57' |       | Hojaahmet Arazov 13' | Bahrain National Stadium, Manamah, Bahrein Toeschouwers: 1.000 Scheidsrechter: Abdulrahman Recho |

|               |                                                 |       |                      |                                                                                          |
| 20 maart 2007 | HTTU Aşgabat                                    | 3 – 1 | Al-Hilal Al Hudaydah | Olympic Stadium, Asjchabad, Turkmenistan Toeschouwers: 300 Scheidsrechter: Rustam Saidov |
| 20 maart 2007 | Berdy Shamuradov 44' Mamedaly Karadanov 63' 82' |       | Saleh Al-Shehri 11'  | Olympic Stadium, Asjchabad, Turkmenistan Toeschouwers: 300 Scheidsrechter: Rustam Saidov |

|               |                 |       |                       |                                                                                            |
| 20 maart 2007 | Al-Wihdat Amman | 1 – 1 | Muharraq Club         | King Abdullah Stadium, Amman, Jordanië Toeschouwers: 6.000 Scheidsrechter: Mohamad Mansour |
| 20 maart 2007 | Awad Deeb 66'   |       | Abdulla Al Dakeel 45' | King Abdullah Stadium, Amman, Jordanië Toeschouwers: 6.000 Scheidsrechter: Mohamad Mansour |

|               |                        |       |                                              |                                                                                             |
| 10 april 2007 | HTTU Aşgabat           | 1 – 2 | Al-Wihdat Amman                              | Olympic Stadium, Asjchabad, Turkmenistan Toeschouwers: 1.000 Scheidsrechter: Subrata Sarkar |
| 10 april 2007 | Mamedaly Karadanov 76' |       | Hasan Mahmoud 30' Ahmad Alzugheir 66' (pen.) | Olympic Stadium, Asjchabad, Turkmenistan Toeschouwers: 1.000 Scheidsrechter: Subrata Sarkar |

|               |                            |       |                      | |
| 10 april 2007 | Muharraq Club              | 2 – 1 | Al-Hilal Al Hudaydah | Bahrain National Stadium, Manamah, Bahrein Toeschouwers: 2.000 Scheidsrechter: Abdul Malik Abdul Bashir |
| 10 april 2007 | Mahmood Abdulrahman 5' 66' |       | Anas Salem 31'       | Bahrain National Stadium, Manamah, Bahrein Toeschouwers: 2.000 Scheidsrechter: Abdul Malik Abdul Bashir |

|               |                      |       |                            |                                                                                      |
| 24 april 2007 | Al-Hilal Al Hudaydah | 1 – 1 | Muharraq Club              | Al Thawra Sports City, Sanaa, Jemen Toeschouwers: 3.000 Scheidsrechter: Mohsen Torky |
| 24 april 2007 | Nasser Ghazi 52'     |       | Leandson Dias da Silva 23' | Al Thawra Sports City, Sanaa, Jemen Toeschouwers: 3.000 Scheidsrechter: Mohsen Torky |

|               |                                                           |       |                          |                                                                                              |
| 24 april 2007 | Al-Wihdat Amman                                           | 4 – 2 | HTTU Aşgabat             | King Abdullah Stadium, Amman, Jordanië Toeschouwers: 7.000 Scheidsrechter: Abdulrahman Abdou |
| 24 april 2007 | Awad Deeb 29' Hasan Mahmoud 54' 68' Mahmoud Shelbaieh 71' |       | Berdy Shamuradov 23' 40' | King Abdullah Stadium, Amman, Jordanië Toeschouwers: 7.000 Scheidsrechter: Abdulrahman Abdou |

|            |                                                                   |       |                      |                                                                                                   |
| 8 mei 2007 | Al-Wihdat Amman                                                   | 4 – 0 | Al-Hilal Al Hudaydah | King Abdullah Stadium, Amman, Jordanië Toeschouwers: 5.000 Scheidsrechter: Mohamed Omar Al Saeedi |
| 8 mei 2007 | Basem Othman 17' Abdallah Salim 67' Awad Deeb 73' Rafat Jaber 85' |       |                      | King Abdullah Stadium, Amman, Jordanië Toeschouwers: 5.000 Scheidsrechter: Mohamed Omar Al Saeedi |

|            |                     |       |                                                 |                                                                                          |
| 8 mei 2007 | HTTU Aşgabat        | 1 – 2 | Muharraq Club                                   | Olympic Stadium, Asjchabad, Turkmenistan Toeschouwers: 200 Scheidsrechter: Yang Zhiqiang |
| 8 mei 2007 | Hojaahmet Arazov 9' |       | Abdulla Al Dakeel 36' Mohamad Jaafar Alzain 66' | Olympic Stadium, Asjchabad, Turkmenistan Toeschouwers: 200 Scheidsrechter: Yang Zhiqiang |

|             |                       |       |                                     | |
| 22 mei 2007 | Muharraq Club         | 1 – 2 | Al-Wihdat Amman                     | Bahrain National Stadium, Manamah, Bahrein Toeschouwers: 2.000 Scheidsrechter: Atallah Jatli Al-Enezi |
| 22 mei 2007 | Abdulla Al Dakeel 79' |       | Mahmoud Shelbaieh 51' Awad Deeb 72' | Bahrain National Stadium, Manamah, Bahrein Toeschouwers: 2.000 Scheidsrechter: Atallah Jatli Al-Enezi |

|             |                      |                                           |              |                                                                                    |
| 22 mei 2007 | Al-Hilal Al Hudaydah | 0 – 2                                     | HTTU Aşgabat | Al Thawra Sports City, Sanaa, Jemen Toeschouwers: 3.000 Scheidsrechter: Ali Saleem |
| 22 mei 2007 |                      | Mamedali Karadanov 3' Dovlet Bayramov 58' |              | Al Thawra Sports City, Sanaa, Jemen Toeschouwers: 3.000 Scheidsrechter: Ali Saleem |

### Groep C
| Team                | Pnt | Pld | W | D | L | GF | GA | GD |
| ------------------- | --- | --- | - | - | - | -- | -- | -- |
| Al-Faysali Amman    | 11  | 6   | 3 | 2 | 1 | 7  | 3  | 4  |
| Dhofar Club Salalah | 10  | 6   | 3 | 1 | 2 | 4  | 5  | −1 |
| Al-Ansar Beiroet    | 9   | 6   | 2 | 3 | 1 | 8  | 5  | 3  |
| Nebitçi Balkanabat  | 2   | 6   | 0 | 2 | 4 | 2  | 8  | −6 |

|              |                     |       |                  |                                                                                          |
| 6 maart 2007 | Dhofar Club Salalah | 0 – 0 | Al-Ansar Beiroet | Sultan Qaboos Sports Complex, Masqat, Oman Toeschouwers: 400 Scheidsrechter: Jasim Karim |
| 6 maart 2007 |                     |       |                  | Sultan Qaboos Sports Complex, Masqat, Oman Toeschouwers: 400 Scheidsrechter: Jasim Karim |

|              |                    |       |                  |                                                                                                |
| 6 maart 2007 | Nebitçi Balkanabat | 0 – 0 | Al-Faysali Amman | Nisa Stadium, Asjchabad, Turkmenistan Toeschouwers: 100 Scheidsrechter: Atallah Jatli Al-Enezi |
| 6 maart 2007 |                    |       |                  | Nisa Stadium, Asjchabad, Turkmenistan Toeschouwers: 100 Scheidsrechter: Atallah Jatli Al-Enezi |

|               |                                                    |       |                     |                                                                                 |
| 20 maart 2007 | Al-Ansar Beiroet                                   | 3 – 1 | Nebitçi Balkanabat  | Sports City, Beiroet, Libanon Toeschouwers: 2.500 Scheidsrechter: Masoud Moradi |
| 20 maart 2007 | Fadi Ghosson 3' Salih Al Sadwn 45' Hamid Basma 71' |       | Azat Guljagazov 80' | Sports City, Beiroet, Libanon Toeschouwers: 2.500 Scheidsrechter: Masoud Moradi |

|               |                                                |       |                     | |
| 20 maart 2007 | Al-Faysali Amman                               | 2 – 1 | Dhofar Club Salalah | Amman International Stadium, Amman, Jordanië Toeschouwers: 2.000 Scheidsrechter: Abdulla Mohamed Balideh |
| 20 maart 2007 | Abdelhadi Al Maharmeh 28' Mohammed Shawish 58' |       | Salah Al-Amri 53'   | Amman International Stadium, Amman, Jordanië Toeschouwers: 2.000 Scheidsrechter: Abdulla Mohamed Balideh |

|               |                  |                                   |                  |                                                                                                  |
| 10 april 2007 | Al-Ansar Beiroet | 0 – 2                             | Al-Faysali Amman | Sports City, Beiroet, Libanon Toeschouwers: 3.500 Scheidsrechter: Fareed Ali Mohamed Al Marzouqi |
| 10 april 2007 |                  | Moayad Mansour 14' Anas Hijah 66' |                  | Sports City, Beiroet, Libanon Toeschouwers: 3.500 Scheidsrechter: Fareed Ali Mohamed Al Marzouqi |

|               |                     |       |                    |                                                                                             |
| 10 april 2007 | Dhofar Club Salalah | 1 – 0 | Nebitçi Balkanabat | Sultan Qaboos Sports Complex, Masqat, Oman Toeschouwers: 200 Scheidsrechter: Satop Tongkhan |
| 10 april 2007 | Abdelmajid Dine 39' |       |                    | Sultan Qaboos Sports Complex, Masqat, Oman Toeschouwers: 200 Scheidsrechter: Satop Tongkhan |

|               |                    |                        |                     |                                                                                     |
| 24 april 2007 | Nebitçi Balkanabat | 0–1                    | Dhofar Club Salalah | Olympic Stadium, Asjchabad, Turkmenistan Toeschouwers: 200 Scheidsrechter: S Sarkar |
| 24 april 2007 |                    | Hani Bait Al Noobi 81' |                     | Olympic Stadium, Asjchabad, Turkmenistan Toeschouwers: 200 Scheidsrechter: S Sarkar |

|               |                           |     |                  |                                                                                                   |
| 24 april 2007 | Al-Faysali Amman          | 1–1 | Al-Ansar Beiroet | Prince Mohammed International Stadium, Zarka, Jordanië Toeschouwers: 2.000 Scheidsrechter: R Gosh |
| 24 april 2007 | Abdelhadi Al Maharmeh 90' |     | Fadi Ghosson 36' | Prince Mohammed International Stadium, Zarka, Jordanië Toeschouwers: 2.000 Scheidsrechter: R Gosh |

|            |                                                        |     |                     |                                                                                |
| 8 mei 2007 | Al-Ansar Beiroet                                       | 3–0 | Dhofar Club Salalah | Sports City, Beiroet, Libanon Toeschouwers: 2.100 Scheidsrechter: K Auda Lazim |
| 8 mei 2007 | Malek Hassoun 10' Fadi Ghosson 44' Nasrat Al Jamal 79' |     |                     | Sports City, Beiroet, Libanon Toeschouwers: 2.100 Scheidsrechter: K Auda Lazim |

|            |                                    |     |                    | |
| 8 mei 2007 | Al-Faysali Amman                   | 2–0 | Nebitçi Balkanabat | Prince Mohammed International Stadium, Zarka, Jordanië Toeschouwers: 300 Scheidsrechter: A Albadwawi |
| 8 mei 2007 | Haitam Alshboul 48' Anas Hijah 88' |     |                    | Prince Mohammed International Stadium, Zarka, Jordanië Toeschouwers: 300 Scheidsrechter: A Albadwawi |

|             |                     |     |                  |                                                                                     |
| 22 mei 2007 | Nebitçi Balkanabat  | 1–1 | Al-Ansar Beiroet | Olympic Stadium, Asjchabad, Turkmenistan Toeschouwers: 150 Scheidsrechter: R Saidov |
| 22 mei 2007 | Perman Begjanov 82' |     | Ahmed Abbas 50'  | Olympic Stadium, Asjchabad, Turkmenistan Toeschouwers: 150 Scheidsrechter: R Saidov |

|             |                      |     |                  |                                                                                      |
| 22 mei 2007 | Dhofar Club Salalah  | 1–0 | Al-Faysali Amman | Sultan Qaboos Sports Complex, Masqat, Oman Toeschouwers: 400 Scheidsrechter: M Basma |
| 22 mei 2007 | Fahad Ba-Masilah 11' |     |                  | Sultan Qaboos Sports Complex, Masqat, Oman Toeschouwers: 400 Scheidsrechter: M Basma |

### Groep D
| Team               | Pnt | Pld | W | D | L | GF | GA | GD |
| ------------------ | --- | --- | - | - | - | -- | -- | -- |
| Convoy Sun Hei FC  | 15  | 6   | 5 | 0 | 1 | 15 | 6  | 9  |
| Negeri Sembilan FA | 7   | 6   | 1 | 4 | 1 | 4  | 5  | −1 |
| Victory SC         | 6   | 6   | 1 | 3 | 2 | 7  | 9  | −2 |
| Hoa Phat Hanoi     | 3   | 6   | 0 | 3 | 3 | 7  | 13 | −6 |

|              |                                  |     |            |                                                                          |
| 6 maart 2007 | Convoy Sun Hei FC                | 2–0 | Victory SC | Mong Kok Stadium, Hongkong Toeschouwers: 369 Scheidsrechter: K Matsumura |
| 6 maart 2007 | Victor 17' Colly Barnes Ezeh 49' |     |            | Mong Kok Stadium, Hongkong Toeschouwers: 369 Scheidsrechter: K Matsumura |

|              |                    |     |                |                                                                                                 |
| 6 maart 2007 | Negeri Sembilan FA | 0–0 | Hoa Phat Hanoi | Tuanku Abdul Rahman Stadium, Seremban, Maleisië Toeschouwers: 1.500 Scheidsrechter: M Al Yarimi |
| 6 maart 2007 |                    |     |                | Tuanku Abdul Rahman Stadium, Seremban, Maleisië Toeschouwers: 1.500 Scheidsrechter: M Al Yarimi |

|               |                                     |     |                    |                                                                               |
| 20 maart 2007 | Victory SC                          | 2–2 | Negeri Sembilan FA | National Stadium, Malé, Maldiven Toeschouwers: 8.000 Scheidsrechter: S Sarkar |
| 20 maart 2007 | Ashad Ali 7' Izzath Abdul Baree 22' |     | Freddy 17', 90'+4' | National Stadium, Malé, Maldiven Toeschouwers: 8.000 Scheidsrechter: S Sarkar |

|               |                      |     |                                 |                                                                            |
| 20 maart 2007 | Hoa Phat Hanoi       | 1–2 | Convoy Sun Hei FC               | Hang Day Stadium, Hanoi, Vietnam Toeschouwers: 1.500 Scheidsrechter: C Win |
| 20 maart 2007 | Trinh Xuan Thanh 58' |     | João Miguel 24' Lo Chi Kwan 60' | Hang Day Stadium, Hanoi, Vietnam Toeschouwers: 1.500 Scheidsrechter: C Win |

|               |                                          |     |                                          |                                                                                |
| 10 april 2007 | Victory SC                               | 2–2 | Hoa Phat Hanoi                           | National Stadium, Malé, Maldiven Toeschouwers: 6.000 Scheidsrechter: S Mujghef |
| 10 april 2007 | Ibrahin Shiyam 73' Pham Hai Nam 90' (og) |     | Juselio da Silva 14' Willians Santos 77' | National Stadium, Malé, Maldiven Toeschouwers: 6.000 Scheidsrechter: S Mujghef |

|               |                   |     |                    |                                                                         |
| 10 april 2007 | Convoy Sun Hei FC | 2–0 | Negeri Sembilan FA | Mong Kok Stadium, Hongkong Toeschouwers: 200 Scheidsrechter: A Al-Enezi |
| 10 april 2007 | Victor 6', 69'    |     |                    | Mong Kok Stadium, Hongkong Toeschouwers: 200 Scheidsrechter: A Al-Enezi |

|               |                    |     |                   |                                                                                                 |
| 24 april 2007 | Negeri Sembilan FA | 1–0 | Convoy Sun Hei FC | Tuanku Abdul Rahman Stadium, Seremban, Maleisië Toeschouwers: 1.100 Scheidsrechter: A Albadwawi |
| 24 april 2007 | Freddy 88'         |     |                   | Tuanku Abdul Rahman Stadium, Seremban, Maleisië Toeschouwers: 1.100 Scheidsrechter: A Albadwawi |

|               |                |                    |            |                                                                            |
| 24 april 2007 | Hoa Phat Hanoi | 0–2                | Victory SC | Hang Day Stadium, Hanoi, Vietnam Toeschouwers: 500 Scheidsrechter: Tan Hai |
| 24 april 2007 |                | Ashad Ali 37', 81' |            | Hang Day Stadium, Hanoi, Vietnam Toeschouwers: 500 Scheidsrechter: Tan Hai |

|            |                |     |                    |                                                                             |
| 8 mei 2007 | Hoa Phat Hanoi | 0–0 | Negeri Sembilan FA | Hang Day Stadium, Hanoi, Vietnam Toeschouwers: 3.000 Scheidsrechter: R Gosh |
| 8 mei 2007 |                |     |                    | Hang Day Stadium, Hanoi, Vietnam Toeschouwers: 3.000 Scheidsrechter: R Gosh |

|            |            |                                |                   |                                                                                 |
| 9 mei 2007 | Victory SC | 0–2                            | Convoy Sun Hei FC | National Stadium, Malé, Maldiven Toeschouwers: 4.000 Scheidsrechter: B Williams |
| 9 mei 2007 |            | Colly Barnes Ezeh 14' Lico 33' |                   | National Stadium, Malé, Maldiven Toeschouwers: 4.000 Scheidsrechter: B Williams |

|             |                    |     |                     |                                                                                             |
| 22 mei 2007 | Negeri Sembilan FA | 1–1 | Victory SC          | Tuanku Abdul Rahman Stadium, Seremban, Maleisië Toeschouwers: 600 Scheidsrechter: M Mansour |
| 22 mei 2007 | Shahrizam Mohd 45' |     | Mohamed Shaffaz 22' | Tuanku Abdul Rahman Stadium, Seremban, Maleisië Toeschouwers: 600 Scheidsrechter: M Mansour |

|             |                                                                   |     |                                                                                       |                                                                         |
| 22 mei 2007 | Convoy Sun Hei FC                                                 | 7–4 | Hoa Phat Hanoi                                                                        | Mong Kok Stadium, Hongkong Toeschouwers: 208 Scheidsrechter: S Tongkhan |
| 22 mei 2007 | Lico 5', 61', 73' Colly Barnes Ezeh 15', 65' Chu Siu Kei 25', 41' |     | Cao Sy Cuong 10' (pen) Nguyen Ngoc Tu 33' Vu Hong Viet 54' (pen) Nguyen Anh Cuong 75' | Mong Kok Stadium, Hongkong Toeschouwers: 208 Scheidsrechter: S Tongkhan |

### Groep E
| Team                      | Pnt | Pld | W | D | L | GF | GA | GD |
| ------------------------- | --- | --- | - | - | - | -- | -- | -- |
| Singapore Armed Forces FC | 15  | 6   | 5 | 0 | 1 | 13 | 7  | 6  |
| Mahindra United           | 12  | 6   | 4 | 0 | 2 | 9  | 4  | 5  |
| Happy Valley AA           | 9   | 6   | 3 | 0 | 3 | 9  | 11 | −2 |
| New Radiant               | 0   | 6   | 0 | 0 | 6 | 4  | 13 | −9 |

|              |                           |                                            |                 |                                                                                |
| 6 maart 2007 | Singapore Armed Forces FC | 0–2                                        | Mahindra United | Choa Chu Kang Stadium, Singapore Toeschouwers: 2.288 Scheidsrechter: A Balideh |
| 6 maart 2007 |                           | Yusif Yakubu 36' (pen) Andrews Pomeyie 83' |                 | Choa Chu Kang Stadium, Singapore Toeschouwers: 2.288 Scheidsrechter: A Balideh |

|              |             |                                           |                 |                                                                                   |
| 6 maart 2007 | New Radiant | 0–2                                       | Happy Valley AA | National Stadium, Malé, Maldiven Toeschouwers: 7.000 Scheidsrechter: K Chynybekov |
| 6 maart 2007 |             | Gerard Ambassa Guy 12' Poon Yiu Cheuk 81' |                 | National Stadium, Malé, Maldiven Toeschouwers: 7.000 Scheidsrechter: K Chynybekov |

|               |                     |     |             |                                                                                                   |
| 20 maart 2007 | Mahindra United     | 1–0 | New Radiant | Pandit Jawahar Lal Nehru Stadium, Panaji, India Toeschouwers: 3.000 Scheidsrechter: M Al Ghatrifi |
| 20 maart 2007 | Yusif Yakubu 90'+4' |     |             | Pandit Jawahar Lal Nehru Stadium, Panaji, India Toeschouwers: 3.000 Scheidsrechter: M Al Ghatrifi |

|               |                  |     |                                                            |                                                                     |
| 20 maart 2007 | Happy Valley AA  | 1–4 | Singapore Armed Forces FC                                  | Mong Kok Stadium, Hongkong Toeschouwers: 391 Scheidsrechter: R Gosh |
| 20 maart 2007 | Lee Sze Ming 22' |     | Therdsak Chaiman 7' Noor Ali 61' Aleksandar Duric 79', 89' | Mong Kok Stadium, Hongkong Toeschouwers: 391 Scheidsrechter: R Gosh |

|               |                                                  |     |                        |                                                                                             |
| 10 april 2007 | Mahindra United                                  | 3–1 | Happy Valley AA        | Pandit Jawahar Lal Nehru Stadium, Panaji, India Toeschouwers: 2.000 Scheidsrechter: A Recko |
| 10 april 2007 | Shanmugam Venkatesh 40' Andrews Pomeyie 73', 77' |     | Gerard Ambassa Guy 54' | Pandit Jawahar Lal Nehru Stadium, Panaji, India Toeschouwers: 2.000 Scheidsrechter: A Recko |

|               |                                              |     |                   |                                                                                   |
| 10 april 2007 | Singapore Armed Forces FC                    | 3–1 | New Radiant       | Choa Chu Kang Stadium, Singapore Toeschouwers: 2.309 Scheidsrechter: Kim Dong Jin |
| 10 april 2007 | Aleksandar Duric 10' Ashrin Shariff 68', 84' |     | Idris Kasirye 72' | Choa Chu Kang Stadium, Singapore Toeschouwers: 2.309 Scheidsrechter: Kim Dong Jin |

|               |                                 |     |                                                         |                                                                            |
| 24 april 2007 | New Radiant                     | 2–3 | Singapore Armed Forces FC                               | National Stadium, Malé, Maldiven Toeschouwers: 3.000 Scheidsrechter: C Win |
| 24 april 2007 | Ilyas Ibrahim 9' Ali Ashfaq 71' |     | Mustaqim Manzur 33' Kenji Arai 38' Aleksandar Duric 65' | National Stadium, Malé, Maldiven Toeschouwers: 3.000 Scheidsrechter: C Win |

|               |                        |     |                  |                                                                         |
| 24 april 2007 | Happy Valley AA        | 2–1 | Mahindra United  | Mong Kok Stadium, Hongkong Toeschouwers: 100 Scheidsrechter: R Shaharul |
| 24 april 2007 | Law Chun Bong 21', 23' |     | Yusif Yakubu 68' | Mong Kok Stadium, Hongkong Toeschouwers: 100 Scheidsrechter: R Shaharul |

|            |                 |                     |                           |                                                                                             |
| 8 mei 2007 | Mahindra United | 0–1                 | Singapore Armed Forces FC | Pandit Jawahar Lal Nehru Stadium, Panaji, India Toeschouwers: 500 Scheidsrechter: S Mujghef |
| 8 mei 2007 |                 | Therdsak Chaiman 7' |                           | Pandit Jawahar Lal Nehru Stadium, Panaji, India Toeschouwers: 500 Scheidsrechter: S Mujghef |

|            |                                            |     |                            |                                                                            |
| 8 mei 2007 | Happy Valley AA                            | 2–1 | New Radiant                | Mong Kok Stadium, Hongkong Toeschouwers: 400 Scheidsrechter: M Al Ghatrifi |
| 8 mei 2007 | Vandré Monteiro 19' Gerard Ambassa Guy 63' |     | Assad Abdul Gani 87' (pen) | Mong Kok Stadium, Hongkong Toeschouwers: 400 Scheidsrechter: M Al Ghatrifi |

|             |                           |     |                    |                                                                               |
| 22 mei 2007 | Singapore Armed Forces FC | 2–1 | Happy Valley AA    | Choa Chu Kang Stadium, Singapore Toeschouwers: 2.326 Scheidsrechter: M Shield |
| 22 mei 2007 | Ashrin Shariff 62', 81'   |     | Vandré Monteiro 2' | Choa Chu Kang Stadium, Singapore Toeschouwers: 2.326 Scheidsrechter: M Shield |

|             |             |                                               |                 |                                                                                         |
| 22 mei 2007 | New Radiant | 0–2                                           | Mahindra United | National Stadium, Malé, Maldiven Toeschouwers: 2.500 Scheidsrechter: A Abdul Kadir Nema |
| 22 mei 2007 |             | Mohamad Rafi Madambillath 16' Steven Dias 63' |                 | National Stadium, Malé, Maldiven Toeschouwers: 2.500 Scheidsrechter: A Abdul Kadir Nema |

### Groep F
| Team              | Pts | Pld | W | D | L | GF | GA | GD  |
| ----------------- | --- | --- | - | - | - | -- | -- | --- |
| Tampines Rovers   | 13  | 6   | 4 | 1 | 1 | 10 | 5  | 5   |
| Mohun Bagan AC    | 11  | 6   | 4 | 2 | 1 | 6  | 3  | 3   |
| Osotsapa FC       | 10  | 6   | 3 | 1 | 2 | 12 | 3  | 9   |
| Pahang FA Kuantan | 0   | 6   | 0 | 0 | 6 | 2  | 18 | −14 |

|              |                                                                                        |     |                   |                                                                                      |
| 6 maart 2007 | Osotsapa FC                                                                            | 4–0 | Pahang FA Kuantan | Royal Thai Army Stadium, Bangkok, Thailand Toeschouwers: 150 Scheidsrechter: M Torky |
| 6 maart 2007 | Kittisak Jaihan 15' Wuttichai Khookaew 54' Kritsada Kemden 70' Jessada Puanakunmee 78' |     |                   | Royal Thai Army Stadium, Bangkok, Thailand Toeschouwers: 150 Scheidsrechter: M Torky |

|              |                |     |                 |                                                                                     |
| 6 maart 2007 | Mohun Bagan AC | 1–0 | Tampines Rovers | Salt Lake Stadium, Calcutta, India Toeschouwers: 20.000 Scheidsrechter: Vo Minh Tri |
| 6 maart 2007 | Dale Scott 68' |     |                 | Salt Lake Stadium, Calcutta, India Toeschouwers: 20.000 Scheidsrechter: Vo Minh Tri |

|               |                     |     |                                            |                                                                                         |
| 20 maart 2007 | Pahang FA Kuantan   | 1–2 | Mohun Bagan AC                             | Darulmakmur Stadium, Kuantan, Maleisië Toeschouwers: 1.000 Scheidsrechter: K Auda Lazim |
| 20 maart 2007 | Tarik El Janaby 61' |     | Lalawmpuia Pachuau 30' Baichung Bhutia 74' | Darulmakmur Stadium, Kuantan, Maleisië Toeschouwers: 1.000 Scheidsrechter: K Auda Lazim |

|               |                                              |     |                       |                                                                               |
| 20 maart 2007 | Tampines Rovers                              | 2–1 | Osotsapa FC           | Tampines Stadium, Singapore Toeschouwers: 2.668 Scheidsrechter: F Al Marzouqi |
| 20 maart 2007 | Peres De Oliveira 25' Mohd Noh Alam Shah 79' |     | Worawut Wangsawat 76' | Tampines Stadium, Singapore Toeschouwers: 2.668 Scheidsrechter: F Al Marzouqi |

|               |                         |     |                                                                            |                                                                                    |
| 10 april 2007 | Pahang FA Kuantan       | 1–4 | Tampines Rovers                                                            | MPPJ Stadium, Petaling Jaya, Maleisië Toeschouwers: 100 Scheidsrechter: B Williams |
| 10 april 2007 | Mod Kamal Rodiarjat 80' |     | Rafi Ali 2' Ridhuan Muhammad 45'+1' Aliff Shafaein 65' Sutee Suksomkit 78' | MPPJ Stadium, Petaling Jaya, Maleisië Toeschouwers: 100 Scheidsrechter: B Williams |

|               |             |     |                |                                                                                              |
| 10 april 2007 | Osotsapa FC | 0–0 | Mohun Bagan AC | Royal Thai Army Stadium, Bangkok, Thailand Toeschouwers: 2.000 Scheidsrechter: Yang Zhiqiang |
| 10 april 2007 |             |     |                | Royal Thai Army Stadium, Bangkok, Thailand Toeschouwers: 2.000 Scheidsrechter: Yang Zhiqiang |

|               |                          |     |             |                                                                                        |
| 24 april 2007 | Mohun Bagan AC           | 1–0 | Osotsapa FC | Salt Lake Stadium, Calcutta, India Toeschouwers: 18.000 Scheidsrechter: Kwon Jong Chul |
| 24 april 2007 | Jose Ramirez Barreto 43' |     |             | Salt Lake Stadium, Calcutta, India Toeschouwers: 18.000 Scheidsrechter: Kwon Jong Chul |

|               |                                         |     |                   |                                                                             |
| 24 april 2007 | Tampines Rovers                         | 2–0 | Pahang FA Kuantan | Tampines Stadium, Singapore Toeschouwers: 2.942 Scheidsrechter: A Al Yarimi |
| 24 april 2007 | Ridhuan Muhammad 32' Mirko Grabovac 70' |     |                   | Tampines Stadium, Singapore Toeschouwers: 2.942 Scheidsrechter: A Al Yarimi |

|            |                   |                                                                              |             |                                                                                  |
| 8 mei 2007 | Pahang FA Kuantan | 0–4                                                                          | Osotsapa FC | Shah Alam Stadium, Shah Alam, Maleisië Toeschouwers: 100 Scheidsrechter: A Abdou |
| 8 mei 2007 |                   | Sumanya Purisay 29' Kittisak Jaihan 38' (pen), 51' Apipoo Suntornpanavej 77' |             | Shah Alam Stadium, Shah Alam, Maleisië Toeschouwers: 100 Scheidsrechter: A Abdou |

|            |                             |     |                |                                                                           |
| 8 mei 2007 | Tampines Rovers             | 2–0 | Mohun Bagan AC | Tampines Stadium, Singapore Toeschouwers: 2.500 Scheidsrechter: A Ebrahim |
| 8 mei 2007 | Mohd Noh Alam Shah 34', 66' |     |                | Tampines Stadium, Singapore Toeschouwers: 2.500 Scheidsrechter: A Ebrahim |

|             |                                        |     |                 |                                                                                         |
| 22 mei 2007 | Osotsapa FC                            | 3–0 | Tampines Rovers | Royal Thai Army Stadium, Bangkok, Thailand Toeschouwers: 200 Scheidsrechter: H Takayama |
| 22 mei 2007 | Apipoo Suntornpanavej 64', 82', 90'+2' |     |                 | Royal Thai Army Stadium, Bangkok, Thailand Toeschouwers: 200 Scheidsrechter: H Takayama |

|             |                                               |     |                   |                                                                                  |
| 22 mei 2007 | Mohun Bagan AC                                | 2–0 | Pahang FA Kuantan | Salt Lake Stadium, Calcutta, India Toeschouwers: 15.000 Scheidsrechter: D Orzuev |
| 22 mei 2007 | Lal Kamal Bhowmick 12' Lalawmpuia Pachuau 69' |     |                   | Salt Lake Stadium, Calcutta, India Toeschouwers: 15.000 Scheidsrechter: D Orzuev |

## Kwartfinale
Heenduel
|                   |                 |       |                   |                                                 |
| 18 september 2007 | Mahindra United | 1 – 2 | Al-Nejmeh Beiroet | Pandit Jawahar Lal Nehru Stadium, Panaji, India |
| 18 september 2007 |                 |       |                   | Pandit Jawahar Lal Nehru Stadium, Panaji, India |

|                   |                 |       |                  |                             |
| 18 september 2007 | Tampines Rovers | 1 – 2 | Al-Faysali Amman | Tampines Stadium, Singapore |
| 18 september 2007 |                 |       |                  | Tampines Stadium, Singapore |

|                   |                   |       |                 |                            |
| 18 september 2007 | Convoy Sun Hei FC | 0 – 1 | Al-Wihdat Amman | Mong Kok Stadium, Hongkong |
| 18 september 2007 |                   |       |                 | Mong Kok Stadium, Hongkong |

|                   |                             |       |                           |                                        |
| 18 september 2007 | Shabab Al Ordon Al Qadisiya | 5 – 0 | Singapore Armed Forces FC | King Abdullah Stadium, Amman, Jordanië |
| 18 september 2007 |                             |       |                           | King Abdullah Stadium, Amman, Jordanië |

Terugduel
|                   |                   |       |                 |                               |
| 25 september 2007 | Al-Nejmeh Beiroet | 3 – 3 | Mahindra United | Sports City, Beiroet, Libanon |
| 25 september 2007 |                   |       |                 | Sports City, Beiroet, Libanon |

|                   |                  |       |                 |                                                        |
| 25 september 2007 | Al-Faysali Amman | 5 – 2 | Tampines Rovers | Prince Mohammed International Stadium, Zarka, Jordanië |
| 25 september 2007 |                  |       |                 | Prince Mohammed International Stadium, Zarka, Jordanië |

|                   |                 |       |                   |                                        |
| 25 september 2007 | Al-Wihdat Amman | 3 – 1 | Convoy Sun Hei FC | King Abdullah Stadium, Amman, Jordanië |
| 25 september 2007 |                 |       |                   | King Abdullah Stadium, Amman, Jordanië |

|                   |                           |       |                             |                                  |
| 25 september 2007 | Singapore Armed Forces FC | 3 – 0 | Shabab Al Ordon Al Qadisiya | Choa Chu Kang Stadium, Singapore |
| 25 september 2007 |                           |       |                             | Choa Chu Kang Stadium, Singapore |

## Halve finale
Heenduel
|                |                             |       |                   |                                                                                                   |
| 2 oktober 2007 | Shabab Al Ordon Al Qadisiya | 1 – 0 | Al-Nejmeh Beiroet | Amman International Stadium, Amman, Jordanië Toeschouwers: 1.500 Scheidsrechter: China Sun Baojie |
| 2 oktober 2007 | O. Alsaify 8'               |       |                   | Amman International Stadium, Amman, Jordanië Toeschouwers: 1.500 Scheidsrechter: China Sun Baojie |

|                |                  |       |                  | |
| 3 oktober 2007 | Al-Faysali Amman | 1 – 1 | Al-Wihdat Amman  | Amman International Stadium, Amman, Jordanië Toeschouwers: 15.000 Scheidsrechter: Oezbekistan Ravshan Irmatov |
| 3 oktober 2007 | Siraj 43'        |       | M. Shelbaieh 71' | Amman International Stadium, Amman, Jordanië Toeschouwers: 15.000 Scheidsrechter: Oezbekistan Ravshan Irmatov |

Terugduel
|                 |                   |       |                             | |
| 22 oktober 2007 | Al-Wihdat Amman   | 1 – 2 | Al-Faysali Amman            | Amman International Stadium, Amman, Jordanië Toeschouwers: 17.000 Scheidsrechter: Zuid-Korea Kwon Jong Chul |
| 22 oktober 2007 | R. Ali 71' (pen.) |       | Abukeshek 32' Hassouneh 60' | Amman International Stadium, Amman, Jordanië Toeschouwers: 17.000 Scheidsrechter: Zuid-Korea Kwon Jong Chul |

|                 |                   |       |                             |                                                                                     |
| 23 oktober 2007 | Al-Nejmeh Beiroet | 0 – 0 | Shabab Al Ordon Al Qadisiya | Sports City, Beiroet, Libanon Toeschouwers: 1.000 Scheidsrechter: Iran Mohsen Torky |
| 23 oktober 2007 |                   |       |                             | Sports City, Beiroet, Libanon Toeschouwers: 1.000 Scheidsrechter: Iran Mohsen Torky |

## Finale
Heenduel
|                 |                  |                |                             | |
| 2 november 2007 | Al-Faysali Amman | 0 – 1          | Shabab Al Ordon Al Qadisiya | Amman International Stadium, Amman, Jordanië Toeschouwers: 5.500 Scheidsrechter: Japan Yuichi Nishimura |
| 2 november 2007 |                  | O. Alsaify 52' |                             | Amman International Stadium, Amman, Jordanië Toeschouwers: 5.500 Scheidsrechter: Japan Yuichi Nishimura |

Terugduel
|                 |                             |       |                  | |
| 9 november 2007 | Shabab Al Ordon Al Qadisiya | 1 – 1 | Al-Faysali Amman | Amman International Stadium, Amman, Jordanië Toeschouwers: 7.500 Scheidsrechter: Zuid-Korea Lee Gi Young |
| 9 november 2007 | M. Aburomeh 44'             |       | Shboul 13'       | Amman International Stadium, Amman, Jordanië Toeschouwers: 7.500 Scheidsrechter: Zuid-Korea Lee Gi Young |

2004 · 
2005 · 
2006 · 
2007 · 
2008 · 
2009 ·
2010 ·
2011 ·
2012 ·
2013 ·
2014 ·
2015 ·
2016 ·
2017 ·
2018 ·
2019 ·
2020 ·
2021 ·
2022
Clubcompetities: AFC Champions League Elite · AFC Champions League Two · AFC Challenge League

Landencompetities: Aziatisch kampioenschap mannen · Aziatisch kampioenschap vrouwen

Voormalige competities: AFC Challenge Cup · AFC President's Cup · Aziatische supercup · AFC/OFC Cup Challenge · Aziatische beker voor bekerwinnaars · AFC Cup